# Гурбан Гурбанов
Гурбан Гурбанов (енгл. Gurban Gurbanov; 13. април 1972. у Закатаљском рејону) азербејџански је фудбалски тренер и бивши фудбалер. Тренутно води Карабаг. Играо је на позицији нападача. Каријеру је започео у Енергетику 1988. године. У 399 лигашких утакмица постигао је 178 голова. Са 14 голова на 68 утакмица, истовремено је и водећи стрелац репрезентације Азербејџана на међународним утакмицама. Такође, био је 2017—2018. њихов селектор.
Гурбанов је освојио укупно четрнаест трофеја; пет као играч и девет као менаџер.

## Каријера
Каријеру је започео у Енергетику, а од тада је играо за многе клубове. Последњи за који је играо је Интер Баку. У сезони 1996—97, Гурбанов је био водећи стрелац Нефчи Бакуа у азербејџанској премијер лиги, са 25 голова. Проглашен је за играча године у Азербејџану, 2003.

## Репрезентативна каријера
Дебитовао је за репрезентацију Азербејџана у њиховој првој утакмици 17. септембра 1992, а од јануара 2006. постигао је 14 голова на 68 међународних утакмица, што је рекорд репрезентације.

### Голови за репрезентацију
| Број | Датум         | Место одржавања                                    | Противник          | Гол | Резултат | Реф    |
| ---- | ------------- | -------------------------------------------------- | ------------------ | --- | -------- | ------ |
| 1    | 8.6.1993      | Стадион Азади, Техеран, Иран                       | Казахстан          | 1—0 | 3—3      | [ 8 ]  |
| 2    | 8. 6. 1993.   | Стадион Азади, Техеран, Иран                       | Казахстан          | 2—1 | 3—3      | [ 8 ]  |
| 3    | 27. 2. 1996.  | Стадион Антонис Пападопулос, Ларнака, Кипар        | Фарска Острва      | 3—0 | 3—0      | [ 9 ]  |
| 4    | 27. 5. 1996.  | Градски стадијум, Молодечно, Белорусија            | Белорусија         | 1—1 | 2—2      | [ 10 ] |
| 5    | 22. 3. 1997.  | Стадион Тофик Бахрамов, Баку, Азербејџан           | Туркменистан       | 3—0 | 3—0      | [ 11 ] |
| 6    | 14. 10. 1998. | Стадион Рајнпарк, Вадуц, Лихтенштајн               | Лихтенштајн        | 1—2 | 1—2      | [ 12 ] |
| 7    | 6. 3. 1999.   | Стадион Антонис Пападопулос, Ларнака, Кипар        | Естонија           | 1—0 | 2—2      | [ 13 ] |
| 8    | 5. 6. 1999.   | Стадион Тофик Бахрамов, Баку, Азербејџан           | Лихтенштајн        | 1—0 | 4—0      | [ 14 ] |
| 9    | 12. 2. 2003.  | Стадион под Горицом, Подгорица, Србија и Црна Гора | Србија и Црна Гора | 1—2 | 2—2      | [ 15 ] |
| 10   | 12. 2. 2003.  | Стадион под Горицом, Подгорица, Србија и Црна Гора | Србија и Црна Гора | 2—2 | 2—2      | [ 15 ] |
| 11   | 11. 6. 2003.  | АСК Арена, Баку, Азербејџан                        | Србија и Црна Гора | 1—1 | 2—1      | [ 16 ] |
| 12   | 31. 3. 2004.  | Републикански стадион, Кишињев, Молдавијa          | Молдавија          | 1—1 | 2—1      | [ 17 ] |
| 13   | 28. 5. 2004.  | Стадион Тофик Бахрамов, Баку, Азербејџан           | Узбекистан         | 1—0 | 3—1      | [ 18 ] |
| 14   | 6. 6. 2004.   | Стадион Сконто, Риги, Летонија                     | Летонија           | 2—1 | 2—2      | [ 19 ] |

## Каријера тренера
Након што је окончао каријеру фудбалера, постао је спортски директор клуба Интер Баку. Међутим, у лето 2006. године, постављен је за главног тренера Нефчи Бакуа. Од почетка сезоне 2008—09. именован је за тренера Карабага.
Постао је, 2010. године, најуспешнији менаџер Азербејџана на европским такмичењима са 16 победа.
Маја 2014, водио је Карабаг до њихове друге титуле у азербејџанској лиги после 21 године. У јулу 2014. године, постао је други азербејџански менаџер који је стигао до групне фазе европског купа, пошто се Карабаг квалификовао за групну фазу УЕФА Лиге Европе 2014—15, победивши Твенте и био је други азербејџански тим који је напредовао до ове фазе у УЕФА такмичењима.
У 2017. години Карабаг, којим управља Гурбанов, постао је први азербејџански тим који је стигао до групних фаза УЕФА Лиге шампиона.
Постављен је, 3. новембра 2017, за менаџера фудбалске репрезентације Азербејџана. Годину дана касније, 8. децембра 2018, поднео је оставку.

### Менаџер

#### Тренерски рекорд
Ажурирано од утакмице одигране 8. марта 2019
| Тим        | Од          | До            | Запис | Запис | Запис | Запис | Запис  | Запис  |
| Тим        | Од          | До            | Т     | По    | Н     | Пр    | По %   | Реф.   |
| ---------- | ----------- | ------------- | ----- | ----- | ----- | ----- | ------ | ------ |
| Нефчи Баку | Јун 2006    | Јул 2007      | 38    | 25    | 6     | 7     | 065,79 | [ 25 ] |
| Карабаг    | Август 2008 | Сад           | 416   | 233   | 102   | 81    | 056,01 | [ 25 ] |
| Азербејџан | Јануар 2018 | Децембар 2018 | 12    | 4     | 5     | 3     | 033,33 |        |
| Укупно     | Укупно      | Укупно        | 466   | 262   | 113   | 91    | 056,22 | —      |

## Успеси

### Играч
Туран Товуз
- Премијер лига Азербејџана: 1993—94.

Нефчи Баку
- Премијер лига Азербејџана: 1996—97, 2003—04, 2004—05.
- Куп Азербејџана: 2003—04.

### Индивидуално
- Азербејџански фудбалер године: 2003.
- Главни стрелац премијер лиге Азербејџана: 1996—97.
- Фудбалска репрезентација Азербејџана: најбољи стрелац са 14 голова

### Менаџер
Карабаг
- Премијер лига Азербејџана (5): 2013—14, 2014–—15, 2015—16, 2016—17, 2017—18.
- Куп Азербејџана (4): 2008—09, 2014—15, 2015—16, 2016—17.

### Индивидуално
- Најуспешнији менаџер Азербејџана у УЕФА: 35 победа

## Лични живот
Године 2012. покренуо је кампању за заустављање насиља у породици.